# Selasphorus ardens
El colibrí ardiente, chispita de garganta luminosa o estrella garganta ardiente (Selasphorus ardens) es una especie de ave apodiforme de la familia Trochilidae —los colibríes— perteneciente al género Selasphorus. Es endémica de Panamá.

## Distribución y hábitat
Se encuentra únicamente en las montañas del centro oeste de Panamá, en Veraguas, Ngöbe-Buglé y el oriente de la provincia de Chiriquí, principalmente en la Serranía de Tabasará, entre los 750 y 1850 m de altitud; considerada poco común y muy poco conocida en sus hábitats naturales: áreas con arbustos, claros y bordes de bosque.

## Descripción
Mide 7 cm de longitud. El plumaje de las partes superiores es de color verde brillante bronceado. Las primarias son oscuras. La cola es negra con punta rojiza rufa. El pecho es planco y el vientre de color canela. El pico es corto, negro, delgado y recto. La garganta y el cuello del macho son de color rosado a rojo. La hembra tiene la garganta de color de ante, con motas grises; la cola rufa con timoneras centrales verdes, banda subterminal negra y con puntos color ante.

## Estado de conservación
El colibrí ardiente ha sido calificado como amenazado de extinción por la Unión Internacional para la Conservación de la Naturaleza (IUCN) debido a que su pequeña zona de distribución y su también pequeña población, estimada entre 2000 y 12000 individuos maduros que forma una única subpoblación, se presumen estar en decadencia. 

## Sistemática

### Descripción original
La especie S. ardens fue descrita por primera vez por el zoólogo británico Osbert Salvin en 1870 bajo el mismo nombre científico; su localidad tipo es: «Calovevora y Castillo, Panamá.».

### Etimología
El nombre genérico masculino «Selasphorus» se compone de las palabras del griego «selas» que significa ‘luz, llama’, y «phoros» que significa ‘que lleva’; y el nombre de la especie «ardens», en latín significa ‘ardiente’, ‘brillante’.

### Taxonomía
Es monotípica